# 冠名
冠名（正しくは「かんむりめい」と湯桶読みだが、しばしば「かんめい」とも読まれる）は、馬主が自分が所有する競走馬の競走名中に含める特定の言葉のことである。「冠号」（かんむりごう）とも称す。
特に日本の馬主が好んで用いるが、世界の一部の国でも使用されており、日本独特の手法というわけではない。

## 概要
一般的には馬主が自分の所有馬であることを目立たせることに加え、ほかの馬と馬名が重複し競走馬としての登録が行えないことを防ぐなどといった目的で使われる。冠という文字がついているが必ずしも競走馬名の冒頭につくとは限らず、「シチー」（友駿ホースクラブ）のように末尾につく冠名も存在する。
金子真人ホールディングスや社台レースホース、キャロットファーム、サンデーレーシングなど、冠名を用いない有力馬主もある。ただし、社台レースホースは1986年デビューの競走馬までは「ダイナ」の冠名を使用していた。
日本中央競馬会（JRA）では、競馬施行規程の第22条5項の規定により、競走馬名には広告宣伝を目的にした名称は使用できないと定められているが、冠名に関しては事実上容認されている。その一方で、冠名の付いている馬は功績顕著であったとしても基本的に競走名には用いられないが、これは馬名に入っている冠名が馬主の宣伝に当たるためとされている。ただし、2004年にJRAゴールデンジュビリーキャンペーンの一環で行なわれた「名馬で振り返る50年」では、冠名の有無の区別なく年度代表馬・顕彰馬から特別競走名に採用された。なお、地方競馬では1997年から2004年までダートグレード競走として施行されていたオグリキャップ記念（1996年以前と2005年以降は地区重賞として施行）のように使用されている例もある。
日本軽種馬登録協会（現在は競馬国際交流協会と統合し公益財団法人ジャパン・スタッドブック・インターナショナル）の「馬名登録実施基準」によれば、冠名を使用している馬主が冠名のみの馬名の登録を申請した場合、認められないことがある。冠名そのものは登録制ではなく、また独占権もないので、つながりのない複数の馬主が同時期に同一の冠名を使用する場合がある。中にはセイウンワンダーのように、父馬や母馬の名前に含まれる他者の冠名が馬名登録申請の際に「父名（母名）の一部」として扱われることもある。
冠名が同じ競走馬について、馬主が異なる場合でも得意距離や血統構成などに似たような傾向が現れたり、同じ馬主が複数の冠名を持つ場合に特定の冠名に活躍馬が集中したりするケースがよく見られる。このことから、井崎脩五郎と須田鷹雄は「ウマ家」（うまけ）という概念を提唱し、これらを馬券予想に役立てようとしている。

## 主な冠名一覧

### 2025年時点で使用されている冠名
| 冠名                    | 馬主                                                                | 由来・意味                                                                                             | 主な活躍馬                          |
| ----------------------- | ------------------------------------------------------------------- | --- | ----------------------------------- |
| アイアム                | 堀紘一                                                              | I am                                                                                                   | アイアムカミノマゴ                  |
| アイアン                | 池上一馬                                                            | iron                                                                                                   | アイアンルック                      |
| アオイ                  | 新谷幸義 新谷正子                                                   | 自身が理事長を務める医療法人社団「葵会」から                                                           | 特になし                            |
| アグネス                | 渡辺孝男 渡辺公美子                                                 | アグネス・チャン                                                                                       | アグネスタキオン                    |
| アサクサ                | 田原源一郎 田原慶子                                                 | 経営する会社所在地の浅草（東京都台東区元浅草）                                                         | アサクサデンエン                    |
| アスク                  | 廣崎利洋 →ピーアンドピー →ティーエイチ →廣崎利洋 廣崎利洋HD（株）   | 経営する会社「ASK GROUP HOLDINGS（アスクグループホールディングス）」から                               | アスクビクターモア                  |
| アズマ                  | 東哲次                                                              | 馬主姓                                                                                                 | アズマビヨンド                      |
| アドマイヤ              | 近藤利一 近藤旬子                                                   | admire（馬名の後方に付く場合もある）                                                                   | アドマイヤベガ ミラクルアドマイヤ   |
| アラタマ                | 荒木みち 荒木謙次                                                   | 不明                                                                                                   | アラタマワンダー                    |
| ウイン                  | （株）ウイン                                                        | クラブ名（win）                                                                                        | ウインブライト                      |
| ウイング                | 池田實                                                              | wing                                                                                                   | ウイングアロー                      |
| ウエスタン              | 西川商事（株） （株）西川 西川幸男 西川賢                           | western                                                                                                | ウエスタンダンサー                  |
| ウォーター              | 山岡良一 山岡正人                                                   | water=水                                                                                               | ウォーターナビレラ                  |
| エア                    | 吉原貞敏 吉原毎文 （株）ラッキーフィールド                          | air=空 所有馬でエア・ジョーダンの名を用いたエアジョーダンから                                          | エアグルーヴ                        |
| エーシン                | 平井宏承 （株）栄進堂                                               | 会社名より                                                                                             | エーシンフォワード                  |
| エイシン                | 平井豊光 平井克彦                                                   | 会社名より                                                                                             | エイシンフラッシュ                  |
| エフティ                | 吉野文雄 吉野英子                                                   | 家族のイニシャルより                                                                                   | エフティマイア                      |
| オウケン                | 福井明                                                              | 経営する道場「桜拳塾」から                                                                             | オウケンブルースリ                  |
| オメガ                  | 原禮子                                                              | 経営する会社「オメガコンサルタンツ」から                                                               | オメガパフューム                    |
| オリエンタル            | 棚網るみ子 棚網基己                                                 | oriental                                                                                               | オリエンタルロック                  |
| カシノ                  | 柏木務                                                              | 馬主姓                                                                                                 | カシノピカチュウ                    |
| カネトシ                | 兼松利男 兼松昌男 兼松忠男                                          | 先代の馬主姓名                                                                                         | カネトシガバナー                    |
| カフェ                  | 西川清 西川光一 西川恭子                                            | 西川清の所有馬・カリブカフェから（馬名の後方に付く場合もある）                                         | カフェファラオ マンハッタンカフェ   |
| カフジ                  | 加藤守                                                              | 馬主姓                                                                                                 | カフジオクタゴン                    |
| カルストン              | 清水貞光                                                            | 軽石をもじったもの                                                                                     | カルストンライトオ                  |
| カレン                  | 鈴木隆司                                                            | 馬主の娘の名から                                                                                       | カレンチャン                        |
| カワカミ                | （有）三石川上牧場                                                  | 牧場所在地の三石川上（北海道新ひだか町）                                                               | カワカミプリンセス                  |
| キクノ                  | 菊池五郎                                                            | 馬主姓                                                                                                 | キクノストーム                      |
| キタサン                | 大野穣 →（有）大野商事                                              | 代表者の芸名北島三郎（北三=キタサン）から                                                              | キタサンブラック                    |
| キョウエイ              | 田中晴夫                                                            | 経営する会社「共栄興産」から                                                                           | キョウエイギア                      |
| キリシマ                | 西村新一郎                                                          | 鹿児島県霧島市                                                                                         | レッツゴーキリシマ                  |
| クラウン                | 矢野恭裕 （株）クラウン                                             | 会社名（Crown）                                                                                        | クラウンロゼ                        |
| グラス                  | 半沢（有）                                                          | glass、半沢信彌オーナー（当時）の兄である半澤吉四郎の所有馬・グリーングラスから                        | グラスワンダー                      |
| グリーン                | 斎藤光政                                                            | green（馬名の後方）                                                                                    | ヴェルデグリーン                    |
| クリノ                  | 栗本守 栗本晴博                                                     | 馬主姓から                                                                                             | クリノスターオー                    |
| ケイアイ                | （株）啓愛義肢材料販売所 亀田守弘 亀田和弘 （株）ケイアイスタリオン | 会社名から                                                                                             | ケイアイノーテック                  |
| ケン                    | 中西健造 中西宏彰 中西健                                            | 馬主名から                                                                                             | ケンホファヴァルト                  |
| ゲンパチ                | 平野武志                                                            | 不明                                                                                                   | ゲンパチルシファー                  |
| コアレス                | 小林昌志                                                            | 馬主が経営する会社の主力商品、芯なしトイレットペーパーから                                             | コアレスハンター                    |
| ブライティア            | 小林昌志                                                            | 馬主が経営する会社の商品ブランドから、牝馬用                                                           | ブライティアパルス                  |
| プリオール              | 小林昌志                                                            | 馬主が経営する会社の商品ブランドから                                                                   | 特になし                            |
| シャイニー              | 小林昌志                                                            | shiny                                                                                                  | シャイニープリンス                  |
| コウエイ                | 伊藤政清                                                            | 不明                                                                                                   | コウエイトライ                      |
| コウソク                | 野崎昭夫                                                            | 高速                                                                                                   | コウソクストレート                  |
| コスモ                  | （有）ビッグレッドファーム 岡田美佐子                               | cosmo                                                                                                  | コスモバルク                        |
| コパノ                  | 小林祥晃                                                            | 馬主の芸名「Dr.コパ」から                                                                              | コパノリッキー                      |
| ラブミー                | 小林祥晃                                                            | 所有馬・ラブミーチャンが活躍したことから以後冠名として使用                                             | 特になし                            |
| キモン                  | 小林祥晃                                                            | 鬼門                                                                                                   | キモンホワイト                      |
| ゴールド                | （株）ゴールドレーシング                                            | gold                                                                                                   | 特になし                            |
| ゴールド                | 居城要 居城寿与                                                     | gold                                                                                                   | ゴールドアクター                    |
| サウンド                | 増田雄一                                                            | sound                                                                                                  | サウンドリアーナ                    |
| サクセス                | 高嶋哲 高嶋祐子 高嶋航 （株）タカシマ                               | success                                                                                                | サクセスブロッケン                  |
| サクラ                  | （株）さくらコマース                                                | 会社名から                                                                                             | サクラバクシンオー                  |
| サダム                  | 大西定 大西美生子                                                   | 馬主名から                                                                                             | サダムパテック                      |
| サトノ                  | 里見治 （株）サトミホースカンパニー                                 | 馬主姓より                                                                                             | サトノダイヤモンド                  |
| サミー                  | 里見治 （株）サトミホースカンパニー                                 | 代表を務める会社「サミー」から                                                                         | 特になし                            |
| サンライズ              | （株）松岡 →松岡隆雄                                                | sunrise                                                                                                | サンライズバッカス                  |
| シゲル                  | 森中蕃                                                              | 馬主名から                                                                                             | シゲルピンクルビー                  |
| シチー                  | （株）友駿ホースクラブ                                              | city、末尾に付ける                                                                                     | タップダンスシチー                  |
| ジャスティン            | 三木正浩                                                            | 馬主のアメリカでのニックネームより                                                                     | ジャスティンパレス                  |
| エリカ                  | 三木正浩                                                            | 馬主の娘の名前から                                                                                     | エリカヴィータ                      |
| シャチョウ              | （株）ミキハウスHKサービス                                          | 社長（馬名の後方）                                                                                     | 特になし                            |
| シャドウ                | 飯塚知一                                                            | shadow                                                                                                 | シャドウゲイト                      |
| ジュン                  | 河合純二                                                            | 馬主名から                                                                                             | ジュンライトボルト                  |
| ショウナン              | 国本哲秀 （有）湘南                                                 | 湘南（神奈川県）                                                                                       | ショウナンパンドラ                  |
| ショウリュウ            | 上田亙 上田芳枝                                                     | 不明                                                                                                   | ショウリュウムーン                  |
| ジョー                  | 河内孝夫                                                            | 不明（馬名の後方）                                                                                     | トップガンジョー                    |
| ジンク                  | 林儀信 （有）フォーレスト                                           | 亜鉛関連の会社を経営してることでそれに関連した名称（馬名の後方に付く場合もある）                       | ジンクエイト                        |
| ゼット                  | 林儀信 （有）フォーレスト                                           | 亜鉛関連の会社を経営してることでそれに関連した名称（馬名の後方に付く場合もある）                       | ゴーゴーゼット                      |
| シングン                | 伊坂重憲                                                            | 不明                                                                                                   | シングンマイケル                    |
| シンコー                | 豊原正嗣                                                            | 不明                                                                                                   | シンコールビー                      |
| シンボリ                | シンボリ牧場                                                        | 牧場旧所在地の新堀（千葉県） 「Symbolic」からの造語「Symboli」（馬名の後方に付く場合もある）           | シンボリルドルフ シリウスシンボリ   |
| スイート                | シンボリ牧場                                                        | 牧場の基礎牝馬の1頭、スヰートから、牝馬用であったが2013年産からは使用していない。                      | スイートネイティブ                  |
| スズ                    | 小紫芳夫 小紫惠美子 小紫嘉之                                        | 不明                                                                                                   | スズパレード                        |
| スズノ                  | 小紫芳夫 小紫惠美子 小紫嘉之                                        | 不明                                                                                                   | スズノマーチ                        |
| スズカ                  | 永井永一 永井啓弍 永井宏明 永井商事（株）                           | 鈴鹿山脈より（馬名の後方に付く場合もある）                                                             | スズカコバン サイレンススズカ       |
| サンレイ                | 永井永一 永井啓弍 永井宏明 永井商事（株）                           | 会社所在地の三重県 鈴鹿市                                                                              | サンレイポケット                    |
| ミスズ                  | 永井永一 永井啓弍 永井宏明 永井商事（株）                           | 三重県鈴鹿                                                                                             | ミスズシャルダン                    |
| スリー                  | 永井永一 永井啓弍 永井宏明 永井商事（株）                           | 会社所在地の三重県                                                                                     | スリーロールス                      |
| スマート                | 大川徹                                                              | smart                                                                                                  | スマートファルコン                  |
| スワーヴ                | （株）NICKS                                                         | 代表者（諏訪守）の名字から                                                                             | スワーヴリチャード                  |
| セイ                    | 金田成基                                                            | 馬主名より                                                                                             | セイクリムズン                      |
| セキテイ                | （株）新本観光 杉山元洋                                             | 不明                                                                                                   | セキテイリュウオー                  |
| ゼンノ                  | 大迫忍 大迫久美子                                                   | 経営していた会社「ゼンリン」から、牡馬用                                                               | ゼンノロブロイ                      |
| ビコー                  | 大迫忍 大迫久美子                                                   | 大迫久美子の名前下二文字「美子」の音読み、牝馬用。末尾に付ける                                         | ダイヤモンドビコー                  |
| ダイシン                | 大八木信行                                                          | 馬主の姓名から「大信（Daishin）」                                                                      | ダイシンオレンジ                    |
| タイキ                  | （有）大樹ファーム                                                  | 会社名と所在地の大樹町（北海道） 2010年代より主に牡馬に付けられている                                  | タイキシャトル                      |
| アン                    | （有）大樹ファーム                                                  | 2010年代より使用開始した冠名。牝馬用                                                                   | 特になし                            |
| タイセイ                | 田中成奉                                                            | 運営する会社「大成コーポレーション」から                                                               | タイセイレジェンド                  |
| ダイメイ                | 宮本孝一 宮本昇                                                     | 不明                                                                                                   | ダイメイプリンセス                  |
| タガノ                  | 八木良司 八木昌司 八木秀之 八木一雄 崎川美枝子                      | 経営する会社の所在地、井手町多賀（京都）                                                               | タガノエスプレッソ                  |
| タケデン                | 武市伝一 武市弘 武市進吾 武市一宏                                   | 初代馬主の通称                                                                                         | タケデンバード                      |
| ダノン                  | （株）ダノックス                                                    | 馬主名（代表・野田順弘のノダを逆にしたもの）                                                           | ダノンスマッシュ                    |
| タマモ                  | 三野道夫 タマモ（株）                                               | 会社名・玉藻城（高松城の別名）                                                                         | タマモクロス                        |
| タムロ                  | 谷口屯                                                              | 馬主名より                                                                                             | タムロチェリー                      |
| タヤス                  | 横瀬寛一 横瀬兼二 横瀬俊三 中村篤                                   | 経営する会社名「田安商事」                                                                             | タヤスツヨシ                        |
| ダンツ                  | 山元哲二                                                            | オーナーが馬主になった頃に購入した絨毯「段通」に由来。                                                 | ダンツフレーム                      |
| チュウワ                | 中西忍                                                              | 自身が理事長を務める医療法人「中和会」から                                                             | チュウワウィザード                  |
| チョウサン              | 長山尚義 （株）チョウサン                                           | 馬主姓の音読み、所有馬・チョウサンが活躍したことから以後冠名として使用                                 | オジュウチョウサン                  |
| ツクバ                  | 細谷昭夫 細谷武史                                                   | 筑波                                                                                                   | ツクバシンフォニー                  |
| ディア                  | ディアレスト ディアレストクラブ                                     | 会社名                                                                                                 | ディアドムス                        |
| ディア                  | 寺田千代乃                                                          | 不明                                                                                                   | ディアチャンス                      |
| ディープ                | 深見敏男                                                            | 馬主姓「深」→deep                                                                                      | ディープスカイ                      |
| テイエム                | 竹園正繼                                                            | 馬主姓名のローマ字イニシャル「Takezono Masatsugu」                                                     | テイエムオペラオー                  |
| テーオー                | 小笹公也                                                            | 馬主姓名のローマ字イニシャル「Tomoya Ozasa」から                                                       | テーオーケインズ                    |
| テーラー                | 中西浩一                                                            | tailor（馬名の後方）                                                                                   | アイアンテーラー                    |
| テソーロ                | 了徳寺健二 →了徳寺健二ホールディングス（株）                        | 宝物（伊、馬名の後方）                                                                                 | リエノテソーロ                      |
| デルマ                  | 浅沼廣幸                                                            | 英語で「皮膚科」を意味する「dermatology」                                                              | デルマソトガケ                      |
| トウカイ                | 内村正則                                                            | 経営する会社「東海パッキング工業」から                                                                 | トウカイテイオー                    |
| トウケイ                | 木村信彦                                                            | 不明                                                                                                   | トウケイヘイロー                    |
| トウショウ              | トウショウ産業（株） トウショウ牧場 藤田衛成                        | 創設者・藤田正明の姓名（藤正=トウショウ） 牝馬は馬名の後方に付く                                       | トウショウボーイ スイープトウショウ |
| トウシン                | （株）サトー                                                        | 不明                                                                                                   | トウシンマカオ                      |
| トーセン                | 島川隆哉                                                            | 馬主姓の音読み                                                                                         | トーセンジョーダン                  |
| トーホウ                | 東豊物産（株）                                                      | 会社名                                                                                                 | トーホウジャッカル                  |
| ドラール                | 布施光章                                                            | 経営する会社「ドラール」から                                                                           | ドラールオウカン                    |
| トラスト                | 菅波滿 菅波雅巳 菅波立知子                                          | 経営する会社「トラスト」から                                                                           | トラストファイヤー                  |
| ドン                    | 山田貢一                                                            | 不明                                                                                                   | ドンクール                          |
| ナカヤマ                | （株）信和商会 和泉信一 和泉信子 和泉憲一                           | 先代の馬主が顧問を務めていた中山馬主協会より（馬名の後方に付く場合もある）                             | ナカヤマフェスタ ゴーゴーナカヤマ   |
| ナスノ                  | 那須野牧場                                                          | 牧場名                                                                                                 | ナスノチグサ                        |
| ナムラ                  | 奈村信重 奈村睦弘                                                   | 馬主姓                                                                                                 | ナムラコクオー                      |
| ナリタ                  | 山路秀則 →（株）オースミ                                            | 成田山大阪別院明王院（大阪府）                                                                         | ナリタブライアン                    |
| オースミ                | 山路秀則 →（株）オースミ                                            | 大隅半島（鹿児島県・宮崎県）                                                                           | オースミシャダイ                    |
| ナンヨー                | 中村徳也                                                            | 不明                                                                                                   | ナンヨーリバー                      |
| ニシノ                  | 西山正行 →西山牧場 →西山茂行                                        | 馬主姓、自家生産馬用                                                                                   | ニシノフラワー                      |
| セイウン                | 西山正行 →西山牧場 →西山茂行                                        | 「青雲の志」。主に購入馬用                                                                             | セイウンスカイ                      |
| ニットウ                | （有）日東牧場                                                      | 牧場名                                                                                                 | ニットウチドリ                      |
| ニホンピロ ニホンピロー | 小林保 小林百太郎 小林保一 小林英一                                 | 経営する会社名「FYH」の旧称「日本ピローブロック」                                                      | ニホンピロウイナー                  |
| ノボ                    | （有）池ばた （株）LS.M                                             | 不明                                                                                                   | ノボトゥルー                        |
| ノボリ                  | 原田豊                                                              | 不明                                                                                                   | ノボリディアーナ                    |
| バイオ                  | バイオ（株）                                                        | 会社名より（馬名の後方）                                                                               | マジェスティバイオ                  |
| ハギノ                  | 日隈広吉 日隈良江 安岡美津子                                        | 不明                                                                                                   | ハギノトップレディ                  |
| ハクサン                | 河崎五市                                                            | 経営する会社の所在地にある山名「白山」から                                                             | ハクサンムーン                      |
| ハシ                    | （株）シンザンクラブ 橋元幸吉 橋元幸平 橋元勇氣                     | 馬主の苗字「橋元」の「橋」の読みから拝借                                                               | ハシハーミット                      |
| メモリー                | （株）シンザンクラブ 橋元幸吉 橋元幸平 橋元勇氣                     | memory                                                                                                 | メモリージャスパー                  |
| バローズ                | 猪熊広次                                                            | 経営する会社「バローズ」から（馬名の後方）                                                             | ロジャーバローズ                    |
| バンブトン              | 樋口正蔵                                                            | 不明                                                                                                   | バンブトンコート                    |
| ビービー                | （有）坂東牧場 坂東勝彦                                             | 牧場名のローマ字イニシャル「Bando Bokujo」から                                                         | ビービーガルダン                    |
| ピサノ                  | 市川義美 市川義美ホールディングス（株）                             | 経営する会社「ピサ・ダイヤモンド」から                                                                 | ピサノエミレーツ                    |
| ピサ                    | 市川義美 市川義美ホールディングス（株）                             | 由来は「ピサノ」と同上（馬名の後方）                                                                   | ヴィクトワールピサ                  |
| バアゼル                | 市川義美 市川義美ホールディングス（株）                             | 経営する宝石店「バアゼル宝石」から                                                                     | バアゼルリバー                      |
| ヒシ                    | 阿部雅信 阿部雅一郎 阿部雅英                                        | 経営する会社の屋号「菱雅」                                                                             | ヒシアケボノ                        |
| ヒラボク                | （株）平田牧場                                                      | 会社名から                                                                                             | ヒラボクディープ                    |
| ヒルノ                  | （株）ヒルノ 蛭川正文                                               | 馬主姓                                                                                                 | ヒルノダムール                      |
| フォンテン              | 吉橋計 吉橋興生                                                     | fontaine（馬名の後方）                                                                                 | カジノフォンテン                    |
| ブルベア                | （株）ブルアンドベア                                                | 会社名より                                                                                             | ブルベアイリーデ                    |
| ブルー                  | （株）ブルーマネジメント →（株）YGGホースクラブ                     | 前身のクラブ名であるブルーマネジメントと勝負服の色（blue）                                             | ブルーコンコルド                    |
| ペイシャ                | 北所直人                                                            | 自分の苗字「北」所と共同出資者の「西」森鶴の一字づつ取り、麻雀での読みにしたモノを合わせて「ペイシャ」 | ペイシャエス                        |
| ベラジオ                | 林田祥来                                                            | 会社名「ベラジオコーポレーション株式会社」                                                             | ベラジオオペラ                      |
| ホウオウ                | 小笹芳央                                                            | 馬主名「芳央」の音読み                                                                                 | ホウオウイクセル                    |
| ボールド                | 増田陽一                                                            | Bold                                                                                                   | ボールドエンペラー                  |
| ラブ                    | 増田陽一                                                            | Love                                                                                                   | ラブカンプー                        |
| ホクセン                | 大野裕                                                              | 馬主の出身地である東京都足立区「北千住」の俗称                                                         | 特になし                            |
| ホッコー                | 矢部幸一 矢部道晃 北幸商事（株）                                    | 経営する会社「北海土建工業」の略称                                                                     | ホッコータルマエ                    |
| マーブル                | 下村芳久 下村直                                                     | marble                                                                                                 | マーブルチーフ                      |
| マイネル                | （株）サラブレッドクラブ・ラフィアン                                | Meiner（独）、牡馬用、「私の」                                                                         | マイネルマックス                    |
| マイネ                  | （株）サラブレッドクラブ・ラフィアン                                | Meine（独）、牝馬用、「私の」（2011年産駒まで）                                                        | マイネレーツェル                    |
| マコト                  | 眞壁明 尾田左知子 （株）ディアマント                                | 馬主姓                                                                                                 | マコトスパルビエロ                  |
| マテンロウ              | 寺田千代乃                                                          | 不明                                                                                                   | マテンロウオリオン                  |
| マツリダ                | 高橋文枝                                                            | 「祭り」や「集まり」から                                                                               | マツリダゴッホ                      |
| マヤノ                  | 田所祐 田所英子                                                     | 摩耶山（兵庫県）                                                                                       | マヤノトップガン                    |
| マルカ                  | 河長産業（株） 日下部猛                                             | 関連会社の「丸河商事」から                                                                             | マルカラスカル                      |
| マルブツ                | 大澤毅 大澤素子 大澤利久                                            | 不明                                                                                                   | マルブツトップ                      |
| マルターズ              | 藤田与志男 藤田在子                                                 | マルチーズ                                                                                             | マルターズスパーブ                  |
| シベリアン              | 藤田与志男 藤田在子                                                 | シベリアン・ハスキー                                                                                   | シベリアンホーク                    |
| マルモ                  | まるも組合                                                          | 組合名から                                                                                             | マルモセーラ                        |
| ミッキー                | 野田みづき                                                          | 馬主名                                                                                                 | ミッキーロケット                    |
| ミッキー                | 三木久史                                                            | 馬主名                                                                                                 | ミッキーダンス                      |
| ミノル                  | 吉岡實                                                              | 馬主名（馬名の後方）                                                                                   | レーヌミノル                        |
| ミヤジ                  | 曽我薫 曽我司                                                       | 不明                                                                                                   | ミヤジマレンゴ                      |
| ミヤビ                  | 村上義勝                                                            | 不明                                                                                                   | ミヤビランベリ                      |
| メイケイ                | 名古屋競馬（株）                                                    | 名古屋競馬の略                                                                                         | メイケイエール                      |
| メイショウ              | 松本好雄 松本和子 松本好隆                                          | 明石（兵庫県明石市・会社所在地）の松本（馬主姓）                                                       | メイショウドトウ                    |
| モズ                    | （株）キャピタル・システム                                          | 馬主の出身地である大阪府堺市百舌鳥                                                                     | モズカッチャン                      |
| モンテ                  | 毛利ハナ 毛利喜八 毛利喜昭 毛利喜久 毛利和枝 毛利元昭               | 不明                                                                                                   | モンテプリンス                      |
| ヤマカツ                | 山田博康 山田和夫                                                   | 不明                                                                                                   | ヤマカツスズラン                    |
| ヤマニン                | 土井宏二 土井肇 土井薫 土井商事（株）                               | 馬主一族の屋号「ヤマニンベン」から                                                                     | ヤマニンゼファー                    |
| ユウ                    | 清水勇之助 清水敬央 （株）アイテツ                                  | 不明                                                                                                   | ユウフヨウホウ                      |
| ユキノ                  | 井上基之                                                            | 不明                                                                                                   | ユキノサンロイヤル                  |
| ランド                  | 木村善一 木村孝 木村昌三                                            | 不明                                                                                                   | ランドプリンス                      |
| キシュウ                | 木村善一 木村孝 木村昌三                                            | 不明                                                                                                   | キシュウローレル                    |
| キシュー                | 木村善一 木村孝 木村昌三                                            | 不明                                                                                                   | キシューファイター                  |
| ライン                  | 大澤繁昌                                                            | 不明                                                                                                   | ラインクラフト                      |
| ラガー                  | 奥村啓二                                                            | rugger                                                                                                 | ラガーレグルス                      |
| リーゼント              | 三浦大輔                                                            | 馬主自身のヘアースタイルから                                                                           | リーゼントロック                    |
| リネン                  | 戸山光男 戸山昌彦                                                   | 不明                                                                                                   | リネンジョオー                      |
| リワード                | 宮崎忠比古                                                          | reward                                                                                                 | リワードウイング                    |
| レオ                    | 田中竜雨 →（株）レオ                                                | 不明                                                                                                   | レオダーバン                        |
| レッド                  | （株）東京ホースレーシング                                          | 勝負服の色である赤色から                                                                               | レッドディザイア                    |
| ロード                  | （株）ロードホースクラブ                                            | 馬主名から                                                                                             | ロードカナロア                      |
| レディ                  | （株）ロードホースクラブ                                            | lady、牝馬用                                                                                           | レディパステル                      |
| ローレル                | （株）ローレルレーシング                                            | クラブ名（laurel）                                                                                     | ローレルゲレイロ                    |
| ロジ                    | 久米田正明                                                          | 経営する会社「ロジフレックス」から                                                                     | ロジユニヴァース                    |
| ロング                  | 中井長一 中井商事 中井敏雄                                          | 初代馬主の名から「長」→Long                                                                            | ロングエース                        |
| ワイド                  | 幅田昌伸 幅田京子                                                   | 馬主姓より（幅=wide）                                                                                  | ワイドファラオ                      |
| ワンダー                | 山本信行 山本能成 山本能行                                          | wonder                                                                                                 | ワンダーパヒューム                  |

### 現在使用されていない冠名
| 冠名         | 馬主                                                                  | 由来・意味 | 活躍馬                                          |
| ------------ | --------------------------------------------------------------------- | --- | ----------------------------------------------- |
| アイディン   | 米井勝                                                                | 不明 | アイディンサマー                                |
| アイネス     | 小林正明                                                              | 不明 | アイネスフウジン                                |
| アイランド   | 嶋村二三男                                                            | island | アイランドゴッテス                              |
| アイン       | 荒木美代治                                                            | 不明 | アインブライド                                  |
| アカネ       | 関野栄一                                                              | 不明 | アカネテンリュウ                                |
| アサカ       | 佐久間有寿 佐久間啓                                                   | 福島県内の地名「安積」より | アサカリジェント                                |
| アサカ       | 浅川吉男 浅川昌彦 （有）協和牧場                                      | 馬主姓より | アサカディフィート                              |
| アサヒ       | 寺内倉蔵 寺内正光                                                     | 不明 | アサヒライジング                                |
| アズマ       | （株）東牧場                                                          | 馬主名より | アズマハンター                                  |
| アポロ       | アポロサラブレッドクラブ 菅原太陽                                     | 馬主名（apollo） | アポロケンタッキー                              |
| アミ         | （有）内藤牧場                                                        | 不明 | アミサイクロン                                  |
| アモン       | （株）アモン 菅浦一                                                   | 馬主名より | アンドレアモン                                  |
| イイデ       | （株）アールエスエーカントリ                                          | 飯豊 | イイデケンシン                                  |
| イクノ       | 勝野憲明                                                              | 不明 | イクノディクタス                                |
| エミノ       | 勝野憲明                                                              | 不明 | エミノディクタス                                |
| ダンディ     | 勝野憲明                                                              | dandy | ダンデイアポロ                                  |
| イシノ       | 石嶋清仁 →（株）イシノ →（株）イシジマ →（株）サンデー                | 馬主姓 | イシノサンデー                                  |
| イソノ       | 磯野俊雄                                                              | 馬主姓 | イソノルーブル                                  |
| イナズマ     | 小泉賢悟                                                              | 所有馬・イナズマクロスの父・シービークロスの愛称「白い稲妻」から                                                                    | イナズマアマリリス                              |
| イナズマ     | 小島隆男                                                              | 不明 | イナズマタカオー                                |
| イブキ       | （有）伊吹                                                            | 会社名 | イブキマイカグラ                                |
| イブキノ     | （有）伊吹                                                            | 会社名 | 特になし                                        |
| ヴィーヴァ   | 芹澤精一                                                              | 不明 | ヴィーヴァヴォドカ                              |
| ウメノ       | 梅崎敏則                                                              | 馬主姓より | ウメノファイバー                                |
| エリモ       | 山本菊一 山本慎一 山本敏晴 山本三津子                                 | えりも牧場（現「エクセルマネジメント」・北海道えりも町）                                                                            | エリモエクセル                                  |
| エルウェー   | 雑古隆夫                                                              | 不明 | エルウェーウィン                                |
| オーミ       | 岩崎僖澄                                                              | 不明 | オーミアリス                                    |
| オグリ       | 小栗孝一                                                              | 馬主姓 | オグリキャップ                                  |
| オグリン     | 小栗範恭                                                              | 馬主姓 | 特になし                                        |
| オサイチ     | 野出長一                                                              | 馬主の名前（長一→オサイチ） | オサイチジョージ                                |
| オンワード   | 樫山（株） （株）オンワード牧場 樫山純三 樫山軌四夫 樫山ハル 樫山章子 | 親会社の「オンワードホールディングス」                                                                                              | オンワードゼア                                  |
| ガール       | 平井豊光                                                              | girl、外国産牝馬用（馬名の後方） | テネシーガール                                  |
| スワン       | 平井豊光                                                              | swan、1999年生産の外国産馬のみ（馬名の後方）                                                                                        | キーンランドスワン                              |
| カツラギ     | 野出一三                                                              | 不明 | カツラギエース                                  |
| カツラノ     | 桂土地（株）                                                          | 会社名（桂） | カツラノハイセイコ                              |
| エーケー     | 桂土地（株）                                                          | 桂土地創業者の本名のイニシャル | エーケーサンライズ                              |
| コウイチ     | 桂土地（株）                                                          | 桂土地創業者の関係者名 | コウイチサブロウ                                |
| カシュウ     | 吉田権三郎                                                            | 不明 | カシュウチカラ                                  |
| カネ         | 金指吉昭 金指利明 畠山伊公子                                          | 馬主姓から | カネケヤキ                                      |
| カネツ       | カネツ競走馬（株） →（株）ローレルレーシング （株）カネツ牧場         | 旧馬主名（カネツ競走馬） | カネツフルーヴ                                  |
| カミノ       | 野上政次                                                              | 馬主名 | カミノクレッセ                                  |
| カミノ       | 保手浜正康 保手浜忠弘 保手浜弘規                                      | 馬主の母の故郷、愛媛県三島町に所在し、「戦いの神」として信じられる大山祇神社にちなむ「神の」から                                    | カミノテシオ                                    |
| ティエッチ   | 保手浜正康 保手浜忠弘 保手浜弘規                                      | 外国産用（馬主のイニシャル） | ティエッチグレース                              |
| イナリ       | 保手浜正康 保手浜忠弘 保手浜弘規                                      | 地方競馬用（穴守稲荷神社） | イナリワン                                      |
| カラダ       | 子安裕樹                                                              | 自身が経営する整体サロンの名前「カラダファクトリー」より                                                                            | カラダレジェンド                                |
| カラノテガミ | 千田幸信 千田知都子                                                   | 「カナダからの手紙」（平尾昌晃、畑中葉子）より（馬名の後方）                                                                        | ジョンカラノテガミ                              |
| セタガヤ     | 千田幸信 千田知都子                                                   | 東京都世田谷区 | 特になし                                        |
| カリスタ     | 原田亨 原田幸雄                                                       | 不明 | カリスタグローリ                                |
| カリスマサン | 畔柳年言                                                              | カリスマ+サン（太陽） | カリスマサンオペラ                              |
| キョウエイ   | 松岡正雄 松岡留枝 インターナシヨナルホース                            | 経営していた会社「キョウエイアドインターナショナル」から                                                                            | キョウエイマーチ                                |
| インター     | 松岡正雄 松岡留枝 インターナシヨナルホース                            | 経営していた会社「キョウエイアドインターナショナル」から                                                                            | インターグロリア                                |
| ケイシュウ   | 松岡正雄 松岡留枝 インターナシヨナルホース                            | 馬主が一時期「ケイシュウNEWS」の代表を務めたため                                                                                    | ケイシュウフオード                              |
| ワールド     | 松岡正雄 松岡留枝 インターナシヨナルホース                            | 不明 | ワールドクリーク                                |
| グランプリ   | （株）グランプリ                                                      | 会社名（Grand Prix） | グランプリボス                                  |
| クリ         | 栗林友二 栗林英雄                                                     | 馬主姓より | クリフジ                                        |
| クリール     | 横山修二                                                              | 不明 | クリールカイザー                                |
| グリーン     | （株）グリーンファーム                                                | 会社名（green） | セレクトグリーン                                |
| グルメ       | 石井政義                                                              | gourmet | グルメフロンティア                              |
| グレート     | 野崎とし子 野崎龍一                                                   | great | グレートモンテ                                  |
| クレバー     | 田邉正明                                                              | clever | クレバートウショウ                              |
| ケイエス     | 高田喜嘉                                                              | 不明 | ケイエスミラクル                                |
| ゲイリー     | （株）東京サラブレッドビューロー 中村浩章 芳賀満男                    | 不明 | ゲイリーフラッシュ                              |
| コウマン     | （有）弘馬                                                            | 馬主名より（馬名の後方に付く場合もある）                                                                                            | チェリーコウマン                                |
| ゴールデン   | 小野森洋 （株）協栄                                                   | golden | ゴールデンジャック                              |
| ゴルデン     | 小野森洋 （株）協栄                                                   | golden | ゴルデンビューチ                                |
| コバノ       | 小林昌雄                                                              | 馬主名 | コバノリッチ                                    |
| コマノ       | 長谷川芳信                                                            | 不明 | コマノインパルス                                |
| コレ         | 千明康                                                                | 不明 | コレヒデ                                        |
| コンゴウ     | 金岡久夫                                                              | 経営していた会社「金剛建設」から | コンゴウリキシオー                              |
| サーストン   | 齊藤宣勝                                                              | 不明 | サーストンコラルド                              |
| サイキョウ   | 奥本賢一郎 奥本義幸 奥本重幸                                          | 最強 | サイキョウサンデー                              |
| サイコー     | （株）中村                                                            | 最高 | サイコーキララ                                  |
| サウス       | 南波壽                                                                | 馬主姓の一部「南」から | サウスヴィグラス                                |
| サザン       | 南波壽                                                                | 馬主姓の一部「南」から | 特になし                                        |
| サニー       | 宮崎守保                                                              | sunny | サニーブライアン                                |
| サン         | 永井啓弐                                                              | 三重県、および太陽（Sun） | 特になし                                        |
| サンエイ     | 佐藤惣一                                                              | 不明 | サンエイソロン                                  |
| サンエイ     | 岩崎喜好                                                              | 不明 | サンエイサンキュー                              |
| シー         | 藤田宗平                                                              | sea | シーキャリアー                                  |
| シービー     | 千明牧場                                                              | 牧場名のローマ字イニシャル「Chigira Bokujo」から                                                                                    | ミスターシービー                                |
| ジェイズ     | 陣内孝則                                                              | 不明 | ジェイズジュエリー                              |
| シクレノン   | 藤立啓一                                                              | 布施明の楽曲「シクラメンのかほり」+ジョン・レノンより（馬名の後方に付く場合もある）                                                 | シクレノンシェリフ ミスターシクレノン           |
| トウジン     | 藤立啓一                                                              | 藤立が代表を務めた病院の法人名「藤仁会」より（馬名の後方に付く場合もある）                                                          | トウジントルネード ミスタートウジン             |
| シマノ       | 嶋倉久榮                                                              | 馬主姓より | シマノヤマヒメ                                  |
| シャコー     | （株）シャコー                                                        | 会社名から | シャコーグレイド                                |
| シャダイ     | 吉田善哉                                                              | 経営する会社「社台ファーム」、末尾に付ける場合もあり                                                                                | シャダイソフィア アンバーシャダイ               |
| ジュウジ     | 岡田充司                                                              | 馬主名から | ジュウジアロー                                  |
| ジョー       | 上田けい子 上田江吏子                                                 | 馬主姓「上」の音読み | ジョーカプチーノ                                |
| ジョウテン   | 田邉久男                                                              | 不明 | ジョウテンブレーヴ                              |
| ジョブック   | （株）萩本企画                                                        | 上（ジョウ）+本（ブック）。本の一番上（表紙）に来るような馬になるような願いを込めて。また、上は坂上二郎、本は萩本欽一からも来ている | 特になし                                        |
| シルク       | 中山信一 中山信博                                                     | silk | シルクテンザンオー                              |
| シルク       | （有）シルクレーシング                                                | クラブ名（Silk） | シルクジャスティス                              |
| シルキー     | （有）シルクレーシング                                                | クラブ名（Silk） | シルキーラグーン                                |
| シロー       | 西山牧場 西山正行 西山茂行                                            | 正行が経営していた高級クラブの店名（現在閉店）。中央所属馬は末尾に付け、地方所属馬は頭に付ける                                      | カブトシロー                                    |
| アマノ       | 西山牧場 西山正行 西山茂行                                            | 不明 | 特になし                                        |
| セント       | 西山牧場 西山正行 西山茂行                                            | 不明、主に関東所属自家生産牡馬 | 特になし                                        |
| チヨノ       | 西山牧場 西山正行 西山茂行                                            | 不明 | 特になし                                        |
| ブランド     | 西山牧場 西山正行 西山茂行                                            | 不明、関東所属自家生産牝馬 | ブランドアート                                  |
| マルサ       | 西山牧場 西山正行 西山茂行                                            | 不明 | 特になし                                        |
| シロキタ     | 小西勇                                                                | 不明 | シロキタクロス                                  |
| シン         | 林幸雄                                                                | 信義・信頼・信念の「信」、真、心 | シンチェスト                                    |
| シンコウ     | 安田修                                                                | 経営していた会社名「新興産業」 | シンコウウインディ                              |
| シンメイ     | 織田芳一                                                              | 不明 | シンメイフジ                                    |
| スーパー     | 平野井昌弘                                                            | super | スーパーグラサード                              |
| スズラン     | 鈴木修平                                                              | スズラン（馬名の後方に付く場合もある）                                                                                              | レイズスズラン                                  |
| スダ         | 須田松夫                                                              | 馬主姓より | スダホーク                                      |
| スター       | 山本信行                                                              | star（馬名の後方） | アチーブスター                                  |
| スター       | （有）クローバークラブ →（株）ゴールドレーシング                      | star | スターキングマン                                |
| ステラ       | （有）クローバークラブ →（株）ゴールドレーシング                      | 牝馬用 | 特になし                                        |
| ストロング   | 村木篤                                                                | strong | ストロングブラッド                              |
| スピード     | 市川幸助 市川不動産（株）                                             | speed | スピードワールド                                |
| スプリング   | 加藤春夫                                                              | spring | スプリングゲント                                |
| セイコー     | 竹國弘 竹國美枝子                                                     | 不明 | セイコーライコウ                                |
| セフティ     | 池田實                                                                | safety | 特になし                                        |
| セフティー   | 池田實                                                                | safety | セフティーエンペラ                              |
| セレス       | 岡浩二                                                                | Ceres | セレスハント                                    |
| センゴク     | 入倉章                                                                | 戦国 | センゴクヒスイ                                  |
| センター     | 中野優                                                                | 馬主姓より（中=center） | センターショウカツ                              |
| ダービー     | （株）ダービー社                                                      | 会社名より | ダービーレグノ                                  |
| タイ         | （有）名鯛興業                                                        | 会社名より | タイテエム                                      |
| ダイイチ     | 辻本春雄                                                              | 経営していた会社「第一生コンクリート」から                                                                                          | ダイイチルビー                                  |
| タイガー     | 穴澤正                                                                | 不明 | タイガーボーイ                                  |
| ダイシン     | 高橋金次                                                              | 経営していた会社名 | ダイシンボルガード                              |
| ダイタク     | 中村雅一 中村和子 （有）太陽ファーム                                  | 「大きく、開拓していく」。経営していた会社名「大拓」より                                                                            | ダイタクヘリオス                                |
| ダイナ       | （有）社台レースホース                                                | 提携先だった「日本ダイナースクラブ」、末尾に付ける場合もあり。1987年頃より順次冠名の使用を中止                                      | ダイナガリバー ギャロップダイナ                 |
| ダイワ       | （有）ダイワ →大和商事（株） →大城敬三 大城正一                       | 経営する会社名「大和商事」 | ダイワスカーレット                              |
| タカラ       | 村山義男 村山輝雄 村山りょう一                                        | 不明 | タカラスチール                                  |
| タケ         | 近藤たけ                                                              | 馬主名の下の名前「たけ」 | タケホープ                                      |
| タケノ       | 武岡嘉一 武岡大佶 武岡雅子 武岡俊夫                                   | 馬主姓より | タケノベルベット                                |
| ダッシャー   | 芦田信                                                                | Dasher、「元気のいい人」 | ダッシャーゴーゴー                              |
| タテヤマ     | 辻幸雄                                                                | 立山（富山県）（馬名の後方） | ファストタテヤマ                                |
| タニノ       | 谷水信夫 谷水雄三 （有）カントリー牧場                                | 馬主姓 | タニノギムレット                                |
| ダリア       | 田中由子                                                              | ダリア、および名牝ダーリアより（馬名の後方）                                                                                        | レインボーダリア                                |
| サムソン     | 田中由子                                                              | 生産牧場のサムソン牧場から | サムソンビッグ                                  |
| チアズ       | 北村キヨ子                                                            | 「Cheers」から | チアズグレイス                                  |
| チェリー     | チエリー商事（資）                                                    | 会社名から | チェリーテスコ                                  |
| チョウカイ   | 新田嘉一 新田嘉七 （株）平田牧場                                      | 馬主が在住する山形県の最高峰「鳥海山」より                                                                                          | チョウカイキャロル                              |
| ツクバ       | 荻原昭二                                                              | 筑波 | ツクバアズマオー                                |
| ウェディング | 荻原昭二                                                              | wedding | ウェディングフジコ                              |
| ツジ         | 辻俊夫                                                                | 馬主姓より | ツジユートピアン                                |
| ツジノ       | 辻本正男                                                              | 馬主姓より | ツジノショウグン                                |
| ツルマイ     | 平岩包雄 平岩詔次 平岩健一                                            | 不明 | ツルマイアスワン                                |
| ツルマル     | 鶴田任男 鶴田鈴子                                                     | 馬主名 | ツルマルボーイ                                  |
| デンコウ     | 田中康弘                                                              | 馬主の姓名より | デンコウアンジュ                                |
| テンザン     | 平野三郎 平野澄江                                                     | 不明 | テンザンセイザ                                  |
| ドウカン     | 新井操 新井興業（株）                                                 | 馬主が太田道灌の子孫 | ドウカンヤシマ                                  |
| トウコウ     | 渡辺喜八郎                                                            | 経営していた会社「東江運輸」から（馬名の後方に付く場合もある）                                                                      | トウコウエルザ プレストウコウ                   |
| トウフク     | 井上芳春                                                              | 不明 | トウフクセダン トウフクサカエ                   |
| トーヨー     | （有）トーヨークラブ                                                  | 馬主名より | トーヨーシアトル                                |
| トーワ       | 斉藤一郎 斉藤すゞ                                                     | 不明 | トーワウィナー                                  |
| トキオ       | 坂田時雄                                                              | 馬主名 | トキオパーフェクト                              |
| ドクター     | 松岡悟                                                                | 馬主の職業（小児科医）より | ドクタースパート                                |
| トシザ       | 上村叶                                                                | 上村叶の父の名の一部"利"より | トシザブイ                                      |
| トシ         | 上村叶                                                                | 上村叶の父の名の一部"利"より | トシグリーン                                    |
| ドリーム     | セゾンレースホース（株） →ライオンレースホース（株）                  | dream、牡馬用。前身のクラブ法人で活躍したドリームパスポートに因む                                                                   | ドリームバレンチノ                              |
| サマー       | セゾンレースホース（株） →ライオンレースホース（株）                  | summer、牝馬用。セゾン=季節を意味することからの連想                                                                                 | 特になし                                        |
| ナカミ       | 中村美俊                                                              | 経営していた会社「ナカミ不動産」から                                                                                                | ナカミジュリアン                                |
| ナナヨー     | 尾崎和助                                                              | 不明 | ナナヨーヒマワリ                                |
| ニチドウ     | 山田敏夫 山田伸                                                       | 経営する会社「日動建設」 | ニチドウタロー                                  |
| ニッポー     | 山石祐一                                                              | 経営していた会社「日邦建設工業」から                                                                                                | ニッポーテイオー                                |
| ネオ         | 小林仁幸                                                              | neo | ネオヴァンドーム                                |
| ネーハイ     | 内海都一 （株）大丸企業                                               | 不明 | ネーハイシーザー                                |
| ネコ         | 桐谷茂                                                                | ネコ科のサーベルから命名したネコパンチ                                                                                              | ネコパンチ                                      |
| ハイフレンド | 高橋顯輔                                                              | 高友=ハイ+フレンド | ハイフレンドコード                              |
| タカトモ     | 高橋顯輔                                                              | 経営する会社名「高友産業」 | 特になし                                        |
| ハク         | 西博                                                                  | 馬主名 | ハクチカラ                                      |
| ハシノ       | 橋本中                                                                | 馬主姓より | ハシノケンシロウ                                |
| オイワケ     | 橋本中                                                                | 不明 | オイワケヒカリ                                  |
| ハタノ       | （有）グッドラック・ファーム                                          | 不明 | ハタノヴァンクール                              |
| ハナズ       | マイケル・タバート                                                    | 馬主の妻の名から | ハナズゴール                                    |
| バニヤン     | 津村靖志                                                              | ハワイの聖樹「バニヤンツリー」から                                                                                                  | バトルバニヤン                                  |
| パリス       | 滝井慶一                                                              | Paris | パリスハーリー                                  |
| パリス       | 李正洙                                                                | Paris | パリスナポレオン                                |
| バンブー     | 竹田辰一 （有）バンブー牧場                                           | 馬主姓「竹」→bamboo | バンブーメモリー                                |
| ヒガシ       | （有）ヤナガワ牧場                                                    | 不明 | ヒガシマジョルカ                                |
| マスター     | （有）ヤナガワ牧場                                                    | master | 特になし                                        |
| ヒカリ       | 當山隆則                                                              | 経営していた会社「光新星」から | ヒカリサーメット                                |
| ヒカル       | 高橋京子                                                              | 不明 | ヒカルアマランサス                              |
| ヒカル       | 中脇満                                                                | 不明 | ヒカルアヤノヒメ                                |
| ビコー       | （有）レジェンド                                                      | 不明 | ビコーペガサス                                  |
| ビゼン       | 藤田正蔵                                                              | 不明 | ビゼンニシキ                                    |
| ビッグ       | （有）ビッグ                                                          | 会社名（big） | ビッグテースト                                  |
| ヒデ         | 伊藤英夫                                                              | 馬主の名の一字「英」（ひで）から | ヒデコトブキ                                    |
| ビワ         | （有）ビワ                                                            | 会社名・琵琶湖 | ビワハヤヒデ                                    |
| ファイト     | 品川昇 品川日出子                                                     | fight | ファイトガリバー                                |
| ファンドリ   | 水戸富雄 水戸眞知子 水戸カツ子                                        | foundry | ファンドリショウリ                              |
| ポート       | 水戸富雄 水戸眞知子 水戸カツ子                                        | 不明 | ポートブライアンズ                              |
| フィールド   | 地田勝三                                                              | 地（field） | フィールドルージュ                              |
| フサイチ     | 関口房朗                                                              | 馬主名と一番の造語「房朗が一番」 | フサイチコンコルド                              |
| フジノ       | 中村寛俊                                                              | 不明 | フジノマッケンオー                              |
| フジヤマ     | 藤本龍也 藤本美也子                                                   | 不明 | フジヤマケンザン                                |
| キタヤマ     | 藤本龍也 藤本美也子                                                   | 不明 | キタヤマザクラ                                  |
| スノー       | 藤本龍也 藤本美也子                                                   | 不明 | スノーエンデバー                                |
| フミノ       | 谷二                                                                  | 不明 | フミノイマージン                                |
| ペンタ       | 星野初太郎                                                            | 会社名・ペイントハウスのマスコットペン太より                                                                                        | 特になし                                        |
| ホウシュウ   | 上田清次郎 （株）上田牧場                                             | 豊州 | ダイナナホウシユウ                              |
| ブゼン       | 上田清次郎 （株）上田牧場                                             | 豊前 | ブゼンキャンドル                                |
| ホシ         | 田中寛次                                                              | 不明 | ホシバージ                                      |
| ホース       | ホース産業（株）                                                      | 会社名。末尾に付ける。 | オペックホース                                  |
| ホーマン     | 久保久人 久保博文                                                     | 宝満山 | ホーマンキュート                                |
| ホクト       | 森滋 金森森商事（株）                                                 | 初期の所有馬・ホクトボーイ | ホクトベガ                                      |
| ホッカイ     | 石田宏 （有）北海牧場                                                 | 牧場名 | ホッカイルソー                                  |
| ポット       | （有）ポット牧場                                                      | 牧場名 | ポットテスコレディ                              |
| マーベラス   | 笹原貞生                                                              | marvelous | マーベラスサンデー                              |
| マイ         | 菅原吾一 菅原真一                                                     | my | マイシンザン                                    |
| ファイブ     | 菅原吾一 菅原真一                                                     | five | ファイブワン                                    |
| マキシム     | 小田廣美                                                              | maxim | マキシムシャレード                              |
| マキノ       | 田中角栄                                                              | 娘の田中眞紀子の名 | マキノホープ                                    |
| マキバ       | 新田知也                                                              | 不明 | マキバスナイパー                                |
| マジン       | 佐々木主浩                                                            | 自身の現役プロ野球選手時代の愛称「大魔神」から（牡馬のみ）。現在は使用せず、代わりに馬名に「ヴ」を冠名代わりに入れている            | マジンプロスパー                                |
| マチカネ     | 細川益男 細川悦男                                                     | 待兼山 | マチカネフクキタル                              |
| ミクロン     | 細川益男 細川悦男                                                     | 自身が社長の会社名「ホソカワミクロン」                                                                                              | ミクロンテンロー                                |
| マックス     | 田所祐 田所英子                                                       | max。伊藤雄二厩舎および伊藤正徳厩舎所属馬。両調教師の定年による勇退以降使用中止                                                     | マックスビューティ                              |
| ミスティック | 山本衛                                                                | mystic | ミスティックスター                              |
| ミツアキ     | 山本光明                                                              | 馬主名より | ミツアキサイレンス                              |
| ミホ         | 堤勘時 堤賢一                                                         | 美浦トレーニングセンター | ミホシンザン                                    |
| ミホノ       | ミホノインターナショナル（株）                                        | 会社名「ミホノ」 | ミホノブルボン                                  |
| ミュゼ       | 高橋仁                                                                | 馬主が経営する会社が運営していた脱毛サロン「ミュゼプラチナム」より                                                                  | ミュゼスルタン                                  |
| ミヨノ       | （有）関根商事                                                        | 不明 | ミヨノスピード                                  |
| ミルフォード | 則武愛康 則武博文 則武清司                                            | 不明 | ミルフォードスルー                              |
| メイヂ       | 新田新作 新田松江                                                     | 経営していた劇場「明治座」 | メイヂヒカリ                                    |
| メイジ       | 新田新作 新田松江                                                     | 経営していた劇場「明治座」 | ヒカルメイジ                                    |
| メイワ       | ホースマンクラブ →ホースマン                                          | 不明 | 特になし                                        |
| ジョウ       | ホースマンクラブ →ホースマン                                          | 「日本の城」シリーズ。末尾に付ける                                                                                                  | オカザキジョウ                                  |
| シルバー     | ホースマンクラブ →ホースマン                                          | 不明 | 特になし                                        |
| セイコー     | ホースマンクラブ →ホースマン                                          | 以前所有していたハイセイコーから。同馬の活躍により冠名としての使用も開始                                                            | 特になし                                        |
| メジロ       | メジロ商事（株） （有）メジロ牧場                                     | 親会社の所在地の目白（東京都豊島区）                                                                                                | メジロドーベル メジロマックイーンメジロラモーヌ |
| メルシー     | 永井康郎                                                              | merci（仏） | メルシータカオー                                |
| モエレ       | 中村和夫                                                              | 馬主が経営する「札幌モエレ健康センター」より                                                                                        | モエレトレジャー                                |
| モガミ       | 早坂太吉 （株）最上ホースクラブ （有）最上牧場                        | 経営する会社名 | モガミチャンピオン                              |
| ハヤ         | 早坂太吉 （株）最上ホースクラブ （有）最上牧場                        | 馬主姓より | ハヤトラ                                        |
| ハヤノ       | 早坂太吉 （株）最上ホースクラブ （有）最上牧場                        | 馬主姓より | ハヤノキック                                    |
| ヤエノ       | （有）富士                                                            | 不明 | ヤエノムテキ                                    |
| ヤクモ       | （有）山崎牧場                                                        | 不明 | ヤクモデザイヤー                                |
| ヤシマ       | 小林庄平 ヤシマ牧場（有）                                             | 牧場名 | ヤシマドオター                                  |
| ヤシマ       | 毛利喜昭                                                              | 経営する会社名 | ヤシマソブリン                                  |
| ヤマト       | 坂東政雄 坂東まさ子                                                   | 不明 | ヤマトマリオン                                  |
| ユウキ       | 雪本秀樹                                                              | 不明 | ユウキトップラン                                |
| ユウサン     | 柳葉敏郎                                                              | 不明 | ユウサンポリッシュ                              |
| ユーセイ     | （有）アサヒクラブ                                                    | 不明 | ユーセイトップラン                              |
| ユーワ       | （株）ユーワ →（株）ユーワライディング →（株）東京ホースレーシング    | クラブ名より | ユーワフォルテ                                  |
| ユキノ       | 荒井幸勝 荒井宮子                                                     | 先代の馬主名より（アライユキカツ）                                                                                                  | ユキノビジン                                    |
| ユノ         | 細川祐季子                                                            | 不明 | ユノペンタゴン                                  |
| ラッキー     | 吉原貞敏 吉原毎文 （株）ラッキーフィールド                            | 吉（lucky） | ラッキールーラ                                  |
| リード       | 熊本芳雄                                                              | 不明 | リードホーユー                                  |
| リッカ       | 立花幸雄                                                              | 馬主姓の音読み | リッカロイヤル                                  |
| リキアイ     | 高山幸雄                                                              | 少林寺拳法の教えのひとつである「力愛不二」                                                                                          | リキアイタイカン                                |
| リュウ       | 三好諦三 三好笑子                                                     | 不明 | リユウフオーレル                                |
| リュウ       | 華山龍一                                                              | 龍 | カチドキリュウ                                  |
| オリュウ     | 華山龍一                                                              | お龍、人名より | 特になし                                        |
| ノハナ       | 華山龍一                                                              | の華（馬名の後方） | 特になし                                        |
| ハナノ       | 華山龍一                                                              | 馬主姓より | 特になし                                        |
| リンデン     | 林田秋利 林田博士                                                     | 馬主姓の音読み | リンデンリリー                                  |
| リンド       | （株）デルマークラブ 鶴巻智徳                                         | 不明 | リンドシェーバー                                |
| エーピー     | （株）デルマークラブ 鶴巻智徳                                         | 鶴巻が経営していたサーキット、オートポリス（AutoPolis）                                                                             | エーピーインディ                                |
| レガシー     | （株）ホースタジマ                                                    | regacy | レガシーワールド                                |
| ワコー       | 石田隆夫                                                              | 不明 | ワコーチカコ                                    |
| ワンモア     | 松井一三                                                              | 不明 | ワンモアチャッター                              |

## 日本国外での冠名
日本と比較すると、日本以外の国では冠名が使用されるケースはあまり見受けられないが、少なからず使用例はある。また日本人馬主が日本以外の国での所有馬に使用することもある。
ここでは日本以外の国での冠名の使用例とその著名馬の例を挙げる。
| 冠名           | 馬主         | 由来・意味         | 活躍馬                                   |
| -------------- | ------------ | ------------------ | ---------------------------------------- |
| キングプローン | 劉錫康       | 蝦王（King Prawn） | フェアリーキングプローン（靚蝦王）       |
| ドバイ         | ゴドルフィン | Dubai              | ドバイミレニアム                         |
| ビューティー   | 郭浩泉       | 美麗（Beauty）     | ビューティージェネレーション（美麗傳承） |
| ファンタジー   | 林大輝       | 奇妙（Fantasy）    | ウルトラファンタジー（極奇妙）           |
| ブリッシュ     | 王永強       | 牛精（Bullish）    | ブリッシュラック（牛精福星）             |